# Fermina d'Amelia
Fermina o Firmina d'Amelia és una santa venerada per l'Església Catòlica. La seva festivitat se celebra el 24 de novembre. És patrona de la localitat d'Amelia, on es diu que va ser martiritzada.

## Hagiografia
Segons la tradició, era romana de naixement, filla d'un pretor anomenat Calfurni, que va fer batejar la seva filla. Fermina destacà per les seves virtuts i durant la persecució de Dioclecià fou cridada pel prefecte consultar de la ciutat, Olímpiades, que li va ordenar abandonar la fe cristiana, però ella s'hi va negar i, per contra, el prefecte va quedar tan meravellat pel seu discurs que es convertí al cristianisme, raó per la qual va ser martiritzat. La noia es retirà a Amelia, però allà fou capturada i turmentada amb diversos suplicis per no abjurar del cristianisme. El darrer martiri que va patir i que causaria la seva mort consistí en ser suspesa en l'aire penjant-la d'algun lloc alt i, després, fou cremada amb atxes enceses. D'acord amb el relat, va morir verge i fou enterrada vora la localitat d'Amelia. Segons alguns hagiògrafs, la data de mort se situaria vers el 303.